# Museo della Deportazione e Resistenza

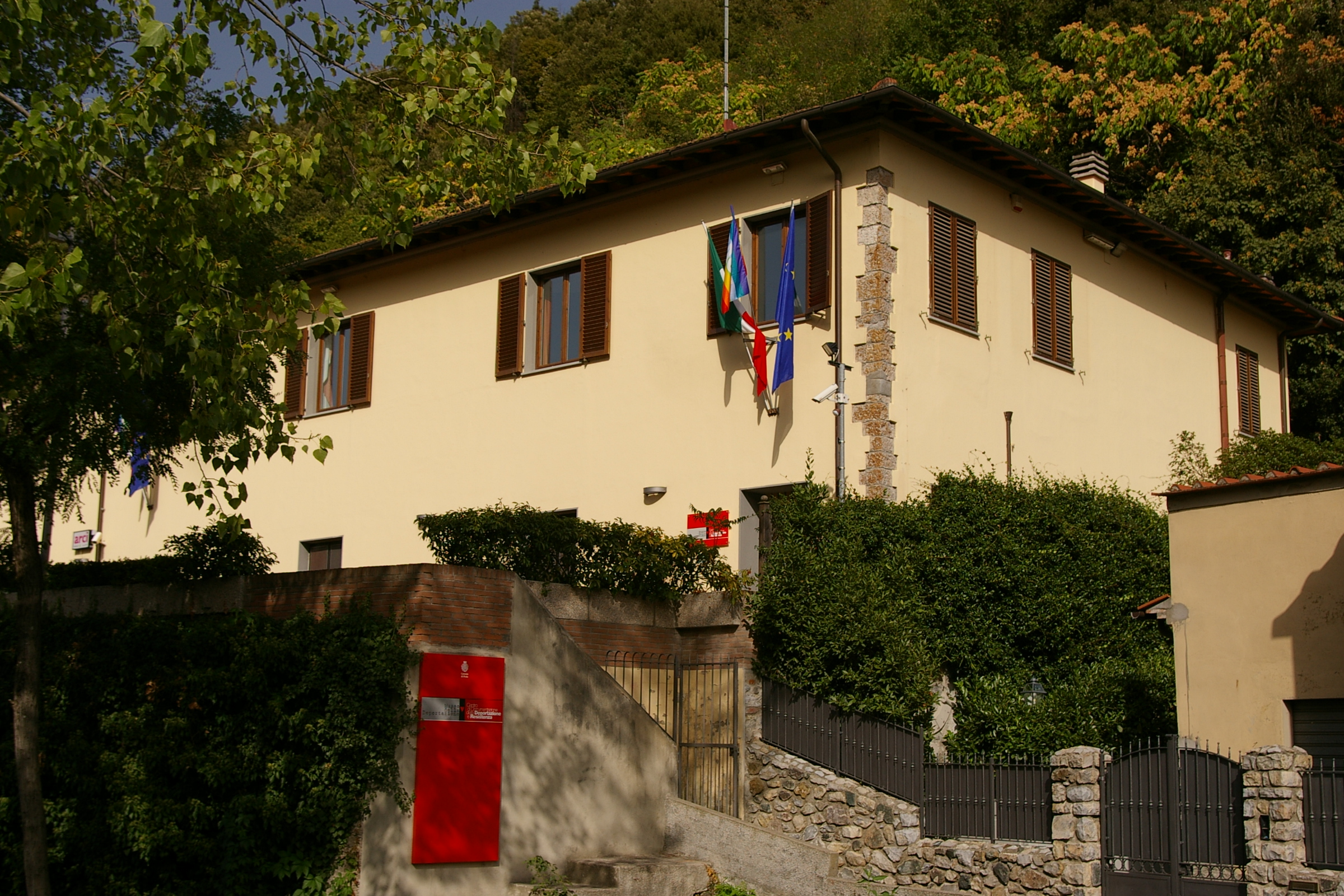
Museo della Deportazione e Resistenza a Prato

Il Museo della Deportazione e Resistenza con annesso il  centro di documentazione è una fondazione senza fini di lucro situata nel nord della città di Prato (località Figline) in Toscana.

## Storia
Il 6 settembre 1944, il giorno stesso della liberazione di Prato dall'occupazione tedesca, a Figline ebbe luogo l'eccidio di 29 giovani partigiani, che furono impiccati da un'unità della Wehrmacht in ritirata. Si tratta solamente di una delle centinaia di massacri compiuti in Toscana dalle truppe tedesche. Il Museo e il centro di documentazione si trovano esattamente nel luogo che fu teatro della strage di allora.
Il tema dell'esposizione museale però ha uno sfondo storico diverso: In seguito allo sciopero generale proclamato dal CLN nell'Italia settentrionale e centrale nel marzo del 1944, centinaia di toscani e più di cento pratesi furono deportati nel campo di concentramento di Mauthausen e la maggioranza di loro al sottocampo di Ebensee.
Per questo motivo nella scelta della dislocazione del museo si era pensato anche ad una fabbrica nel centro della città, da cui molti operai furono prelevati. Alla fine però si decise di istituirlo a Figline considerato un "luogo autentico della memoria".
L'iniziativa per l'istituzione di un museo in memoria delle vicende di allora venne da alcuni dei superstiti pratesi, fra questi in particolare Roberto Castellani. Il Comune di Prato approvò e finanziò il progetto e il 10 aprile 2002 il Museo e il centro di documentazione sono stati inaugurati con una cerimonia solenne alla presenza del Presidente della Repubblica Carlo Azeglio Ciampi.
Dapprima sotto la gestione del Comune, nel febbraio del 2008 l'istituzione è stata trasformata in una fondazione istituita dai comuni della provincia di Prato, dall'ANED (Associazione nazionale ex-deportati nei lager nazisti),dall'ANPI (Associazione nazionale partigiani d'Italia) e dalla comunità ebraica di Firenze.
Dal 2008 il museo accoglie un obiettore di coscienza dal Gedenkdienst austriaco (Servizio civile austriaco per la memoria della deportazione).

## Esposizione museale
Dopo un'introduzione tematica nel sistema concentrazionario nazista, i campi di concentramento di Mauthausen e di Ebensee nonché una visione d'insieme della deportazione dalla Toscana, la parte principale del museo, che si estende su circa 70 metri quadrati, è costituita da oggetti provenienti dalle gallerie del lager di Ebensee. Questi furono raccolti negli anni '70 da superstiti pratesi insieme a concittadini e donati al museo.
Inoltre la campana che si trovava sul piazzale dell'appello del lager di Ebensee si trova nel museo, un prestito dal Comune di Ebensee e un'espressione del gemellaggio Prato-Ebensee stretto nel 1987.
Con l'esposizione e le sue attività l'istituzione si rivolge in particolare a studenti dalla terza media in poi, ma anche a cittadini interessati. L'ingresso è libero.

## Il centro di documentazione

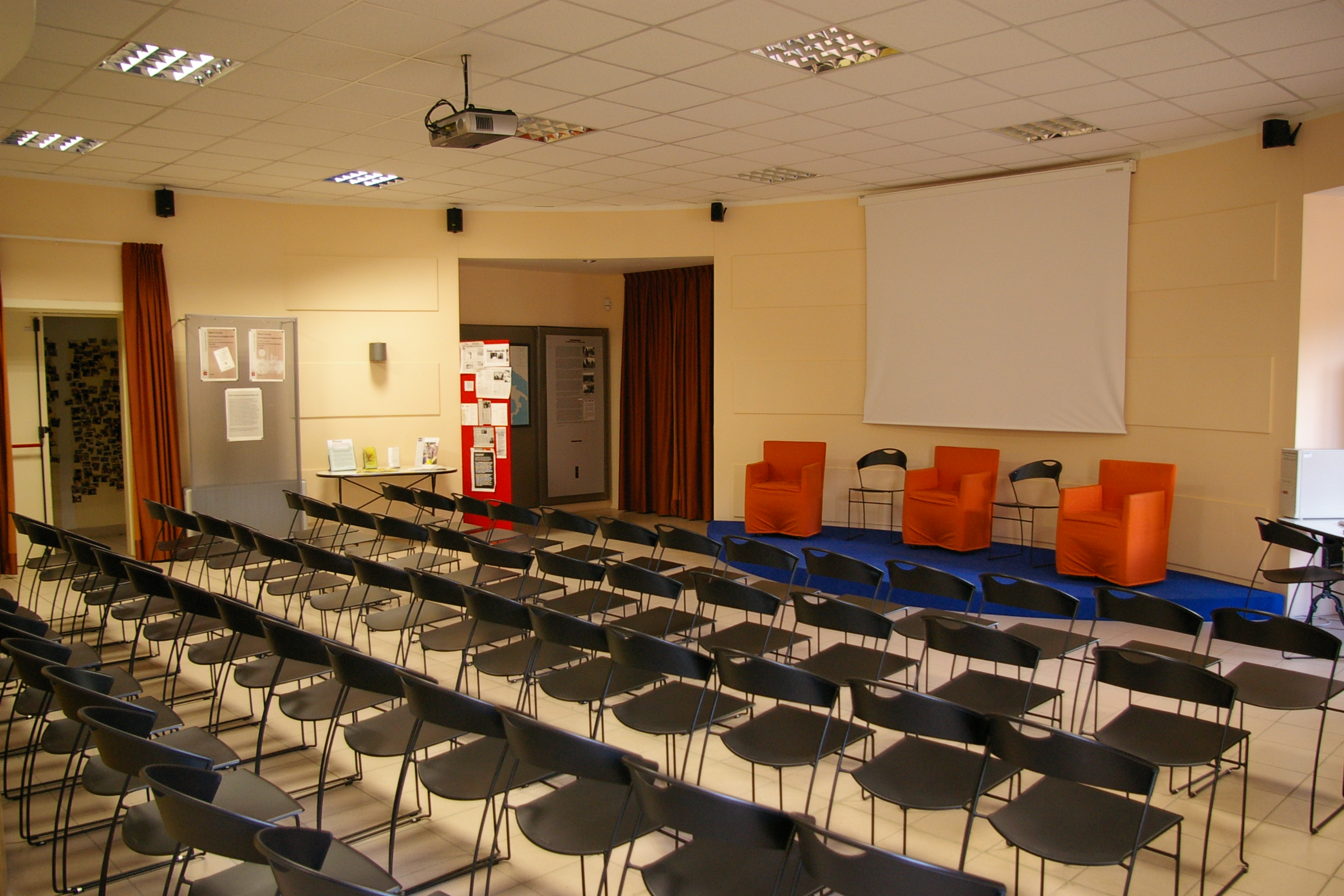
Sala conferenze del centro di documentazione

Al primo piano dell'edificio si trova il centro di documentazione, che dispone di una sala conferenze con circa 70 posti a sedere modernamente attrezzata, una biblioteca comprendente circa 3000 volumi nonché tre computer che consentono l'accesso a documenti sulla deportazione. I lavori di ricerca si svolgono non soltanto in cooperazione con istituzioni ed esperti locali, ma anche nel quadro di progetti internazionali e in collaborazione con l'istituzione partner, il Museo di storia contemporanea di Ebensee.

## Galleria d'immagini

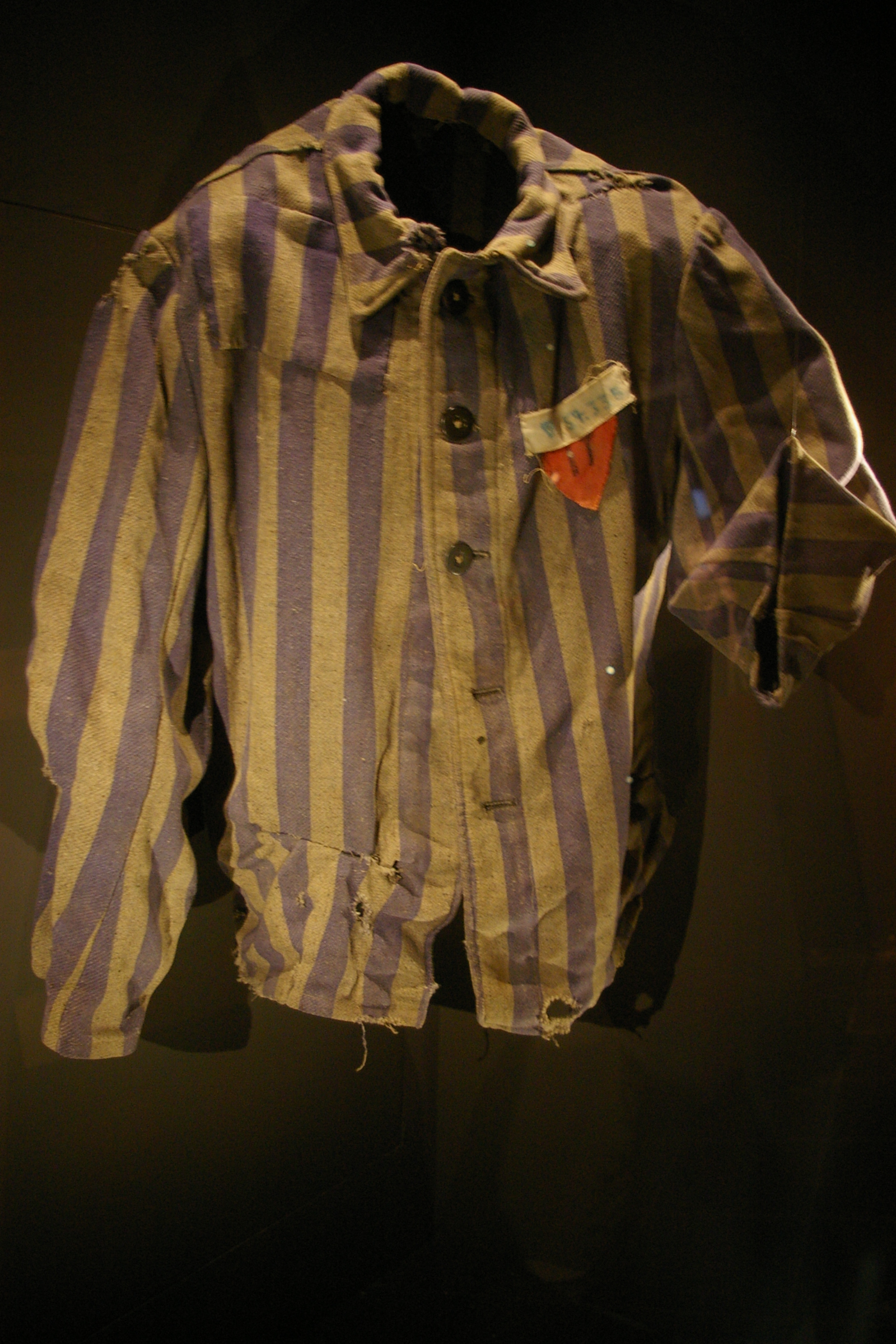
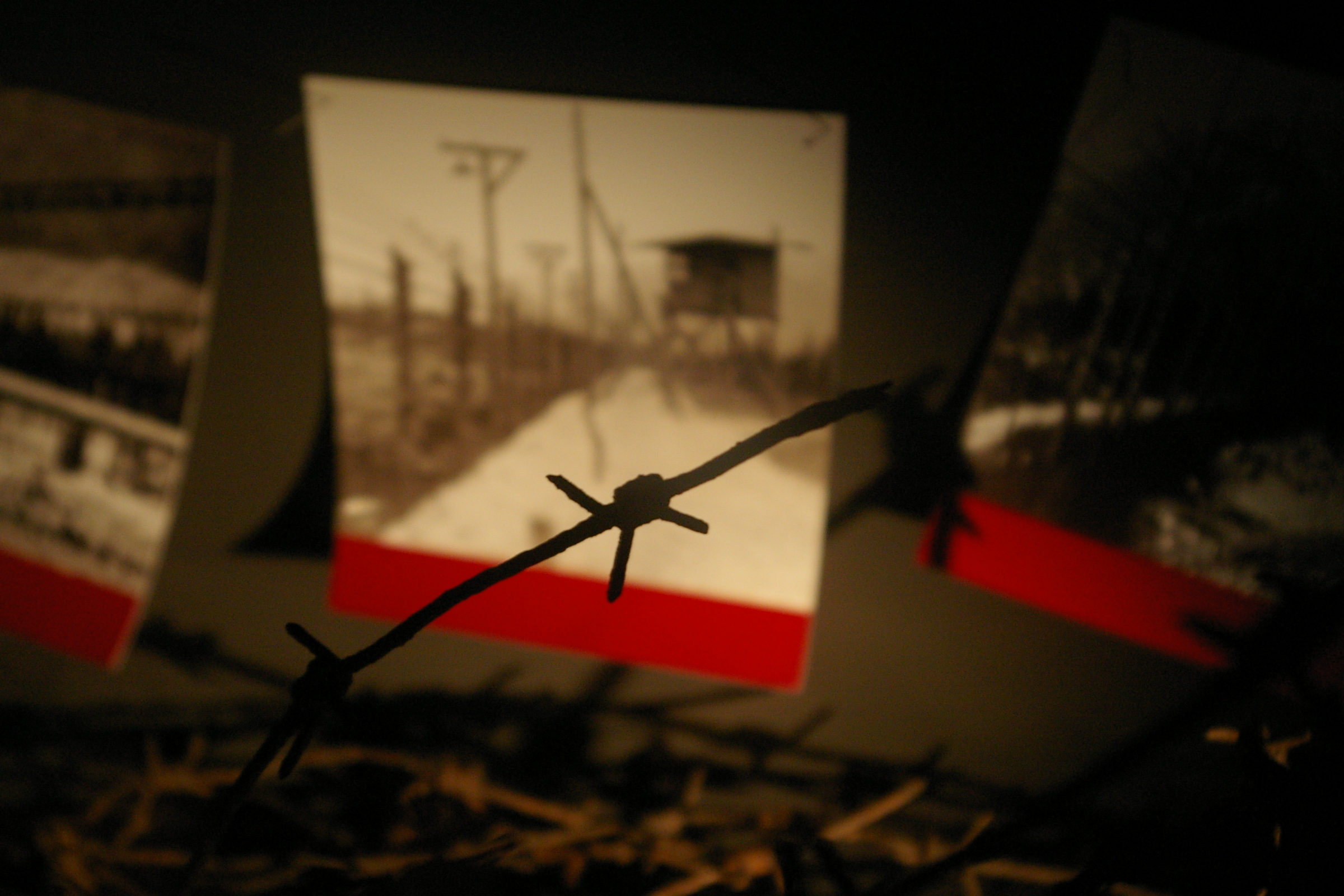
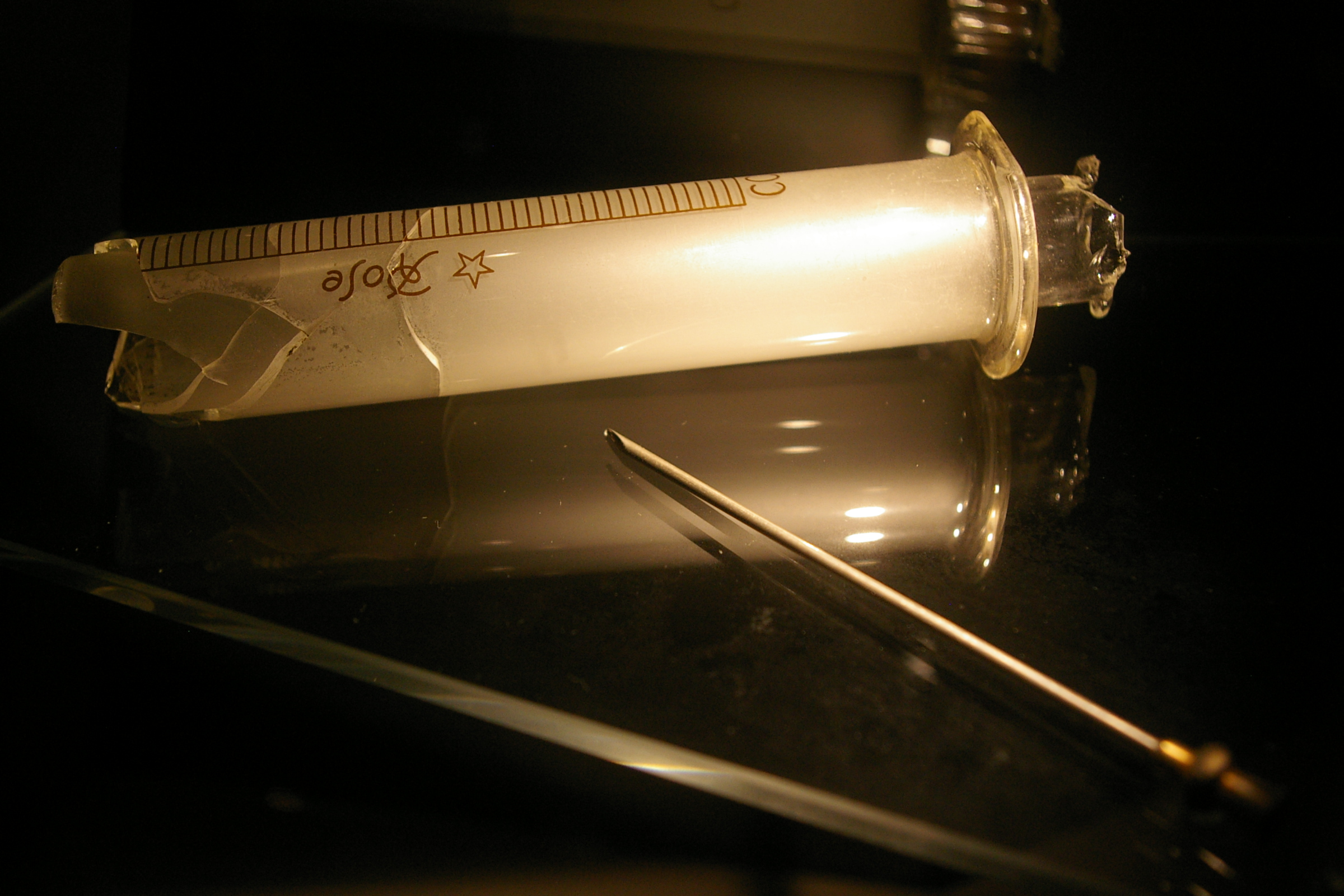